# 카아이 유키
카아이 유키(歌愛（かあい）ユキ)는 AHS가 제작한 VOCALOID 초등학생 음원이다. 발매일은 2009년 12월 4일이다. 성우는 일본의 한 초등학생이라고 알려져있다.

## 공식 캐릭터 프로필[1]
- 나이: 9세
- 신장: 큰 사과 10개
- 체중: 86개
- 자신 있는 템포: 50 ~ 150 BPM
- 자신 있는 음역: F2 ~ C4

## 캐릭터 설명
AHS 사에서 “SF-A2 개발코드 miki”와 “히야마 키요테루”와 함께 VOCALOID2 엔진을 기반으로 한 2009년 12월 4일에 발매된 제품이다. 실제 9살 소녀의 목소리를 채용한 제품이며, 음성 공급자는 법적인 이유로 공개되지 않았다. 패키지 일러스트는 빨간 가방을 맨 양갈래 초등학교 여학생이 그려져 있다.

## 같이 보기
- VOCALOID
- AH-Software

히야마 키요테루